# Швейцер, Альберт
Альбе́рт Шве́йцер (нем. Albert Schweitzer; фр. Albert Schweitzer; 14 января 1875, Кайзерсберг, Верхний Эльзас, Германская империя — 4 сентября 1965, Ламбарене, Среднее Огове, Габон) — немецко-французский (эльзасский) философ культуры, лютеранский теолог, гуманист, органист, музыковед и врач. Доктор философии (1899), лиценциат теологии (1900), доктор медицины (1913); лауреат Нобелевской премии мира (1952).

## Биография
Швейцер родился в Кайзерсберге (Верхний Эльзас, принадлежавший в те годы Германии; ныне — территория Франции), в семье бедного лютеранского пастора Луи Швейцера и его жены Адели, урождённой Шиллингер, также дочери пастора. По отцовской линии он был двоюродным дядей Ж.-П. Сартра.
В 1884—1885 годах Альберт учился в реальном училище в Мюнстере, затем — в гимназии в Мюльхаузене (1885—1893).
В октябре 1893 года Швейцер поступил в Страсбургский университет, где изучал одновременно теологию, философию и теорию музыки.
В 1894—1895 годах — солдат в германской армии, при этом он продолжает посещать лекции по философии. Осенью 1898 — весной 1899 годов Альберт Швейцер живёт в Париже, слушает лекции в Парижском университете, пишет диссертацию о Канте, берёт уроки органа и фортепиано, летом 1899 года продолжает свои учёные занятия в Берлине и к концу года, защитив в Страсбурге диссертацию по теме «Философия религии Канта», получает степень доктора философии, а в 1900 году — ещё и звание лиценциата теологии.
В 1901 году вышли первые книги Швейцера по богословию — «Проблема Тайной вечери, анализ, основанный на научных исследованиях девятнадцатого века и на исторических отчётах» и «Тайна мессианства и страстей. Очерк жизни Иисуса», весной 1902 года он начал преподавать на богословском факультете Страсбургского университета. В 1903 году на одной из своих проповедей познакомился со своей будущей женой Еленой Бреслау.
В 1905 году Швейцер принял решение посвятить остаток жизни медицине и стал студентом медицинского факультета того же Страсбургского университета, одновременно продолжая свои научные труды: в 1906 году вышло его теологическое исследование о поисках «исторического Иисуса» под названием «От Реймаруса до Вреде» и эссе о немецком и французском органостроении, он впервые поехал на гастроли в Испанию. В 1908 году вышел его расширенный и переработанный немецкий вариант «Баха». Он принял активное участие в работе органной секции венского конгресса Международного музыкального общества.
В 1911 году сдал экзамены на медицинском факультете и выпустил в свет книгу о мистицизме апостола Павла. В 1912 году женился на Елене Бреслау.
В 1913 году в Страсбургском университете защитил диссертацию на соискание учёной степени доктора медицины по теме «Психиатрическая оценка личности Иисуса: изложение и критика». В нём он защищал психическое здоровье Иисуса.
26 марта 1913 года Альберт Швейцер вместе с женой, окончившей курсы медицинских сестёр, отправился в Африку. В небольшом селении Ламбарене (провинция Габон французской колонии Французская Экваториальная Африка, позднее — Республика Габон) на собственные скромные средства он основал больницу.
В годы Первой мировой войны его вместе с женой, как немецких подданных, отправили во французские лагеря. В 1918 году был освобождён по обмену на французских военнопленных. 14 января 1919 года в день своего рождения 44-летний Швейцер стал отцом — Елена родила дочь Рену.
В 1919—1921 годы работал в городской больнице в Страсбурге, выступал с органными концертами в крупнейших городах Европы. В 1920—1924 годах читал лекции в Швеции и других европейских странах, стал почётным доктором Цюрихского университета. Гастроли и лекции позволили доктору Швейцеру рассчитаться с военными долгами и собрать некоторые средства на восстановление больницы в Ламбарене. В 1923 году вышло его главное философское сочинение — «Философия культуры» в двух томах.
В феврале 1924 года Швейцер вернулся в Африку, принявшись за строительство разрушенной больницы. Из Европы прибыло несколько врачей и медсестёр, работавших безвозмездно. К 1927 году новая больница была построена, и в июле Швейцер вернулся в Европу, вновь занявшись концертной деятельностью и чтением лекций.
В 1928 году Альберту Швейцеру была присуждена Франкфуртская премия Гёте, на средства от которой был построен дом в Гюнсбахе, ставший местом отдыха персонала больницы Ламбарене.
В 1933—1939 годах он работал в Африке и периодически посещал Европу для чтения лекций, органных концертов, издания своих книг. В это время несколько европейских университетов присуждают ему почётные докторские степени. После начала Второй мировой войны Швейцер остался в Ламбарене и только в 1948 году смог вернуться в Европу.
В 1949 году по приглашению Чикагского университета он посетил США.
В 1953 году Швейцер стал лауреатом Нобелевской премии мира 1952 года за деятельность по укреплению мира и дружбы между народами. На церемонии вручения Швейцер прочитал речь «Das Problem des Friedens in der heutigen Welt» (Проблема мира в современном мире).

У государственных деятелей, которые в ходе переговоров, следовавших за каждой из обеих войн, формировали нынешний мир, оказалась несчастливая рука. Они не стремились к созданию условий, закладывающих основы будущего процветания, а занимались в первую очередь констатацией и фиксированием выводов, вытекавших из факта победы в войне. Но даже самые благие их намерения все равно расходились бы с их действиями. Они считали себя исполнителями воли победивших народов и не могли руководствоваться стремлениями к справедливому решению проблем. Они были озабочены тем, чтобы не допустить осуществления худших требований победоносной народной воли.
— Отрывок из Нобелевской речи Альберта Швейцера. Перевод H. A. Захарченко
На Нобелевскую премию он построил рядом с Ламбарене деревушку для прокажённых.
Стал членом-корреспондентом Британской академии в 1956 году.
В апреле 1957 года Швейцер выступил с «Обращением к человечеству», призвав правительства прекратить испытания ядерного оружия. В мае 1957 года умирает Елена Бреслау — жена и соратница Альберта Швейцера.
После того, как Швейцер в 1959 году навсегда уехал в Ламбарене, больничный городок стал местом паломничества множества людей со всего мира. До самых последних своих дней он продолжал принимать пациентов, строить больницу и выступать с воззваниями против ядерных испытаний.
Умер Альберт Швейцер 4 сентября 1965 года в Ламбарене, похоронен под окнами своего кабинета, рядом с могилой жены.

## «Универсальный человек»
Августовское письмо 1906 года, адресованное молодым Альбертом Швейцером своей будущей жене Елене, свидетельствует о том, что он вполне осознавал себя «универсальным человеком».

### Швейцер-богослов
Швейцера очень интересовал поиск исторического Иисуса — евангельская критика. Через описание и критику этих поисков он и стал очень известен. Представитель либерального направления. Понимание христианства в его мысли представляется очень разнообразным. Христос для Швейцера — просто человек. Он считал, что все действия, которые Христос совершил, зависят от субъективного убеждения Христа в том, что скоро конец света. Эта эсхатологическая интерпретация Евангелия у Швейцера призвана очистить христианство от метафизики: от убеждений, что Христос — Бог. В работе «История исследования жизни Иисуса» он рассмотрел основные концепции евангельской истории. Он показывает, что тот образ, который выстраивают апостолы, является лишь вариантом интерпретации христианства. Тонкий психолог, Швейцер показал в своих работах, что апостолы каждый по-своему наслаивали свои представления об идеальной личности на личность Иисуса. Данная работа Швейцера на долгое время остановила движение поисков исторического Иисуса, так как им была подведена окончательная черта.
Утверждать, что Иисус никогда не существовал, — дело нетрудное. Однако если мы попытаемся доказать это утверждение, то неизбежно придем к противоположному выводу…
По всему по этому, когда читаешь сочинения авторов, оспаривающих историчность личности Иисуса, становится ясным до очевидности, что доказать Его существование в тысячу раз легче, чем несуществование.

### Швейцер-музыкант
На рубеже XIX—XX веков Швейцер был известен как органист и музыковед. Ещё во время учения в Париже в 1899 году он удивлял своего учителя Шарля Мари Видора размышлениями о хоральных прелюдиях Баха с точки зрения особенностей отражения в них библейских сюжетов — для музыковедения того времени этот подход был совершенно нехарактерен. Обладая богословской проницательностью, он интерпретировал использование графического и символического изображения в религиозной музыке И. С. Баха, объясняя фигуры и мотивы в хоровых прелюдиях как живописные тональные и ритмические образы, иллюстрирующие темы из слов лютеранских гимнов, на которых они были основаны. Изложению этих идей посвящено его исследование «JS Bach: Le Musicien-Poète» (И. С. Бах — музыкант-поэт), написанное на французском языке и опубликованное в 1905 году. Для издания в Германии Швейцер решил не переводить, а переписать книгу; результатом стали два тома, опубликованные в 1908 году и переведённые на английский язык Эрнестом Ньюманом в 1911 году. Во время написания этого исследования подружился с Козимой Вагнер, жившей тогда в Страсбурге, для которой часто играл в церкви хоральные прелюдии, а потом стал желанным гостем и на вилле Ванфрид в Байройте.
Вместе с Видором он подготовил новое издание полного собрания органных произведений Баха. В 1906 году Швейцер писал о современном состоянии органного исполнительства в Европе, предвосхищая последовавший поворот от романтической интерпретации инструмента к его барочным корням.

### Швейцер-философ
Согласно Швейцеру, нравственное содержание культуры — её стержень, её несущая конструкция. Поэтому «этический прогресс — это существенное и несомненное, а материальный — менее существенное и менее несомненное в развитии культуры». Несовпадение в темпах развития духовной и материальной сфер культуры, по мысли Швейцера, — реальное противоречие, выступающее одной из движущих сил её прогресса. Но на характер развития культуры отрицательно влияет не только абсолютизация обществом материальной её стороны. Превалирование духовной сферы в индийской и китайской культурах в течение длительного времени тормозило прогресс их материальной стороны. Швейцер ратовал за гармоничное развитие всех сторон, всех сфер культуры при непременном главенстве нравственной её стороны. Именно поэтому мыслитель сам называл свою концепцию культуры моралистической.
По Швейцеру, глубочайший кризис, в котором оказалась и продолжает пребывать современная западная культура в целом, не может быть успешно преодолён и человечество не будет в состоянии не просто остановить декаданс, но и добиться полного духовного «выздоровления» (возрождения) до тех пор, пока человеческое «Я» не осознает себя и не начнет повсюду и во всем действовать как «жизнь, желающая жить среди жизни».

### Швейцер-гуманист
Живя такой жертвенной жизнью, он никогда никого не упрекал. Наоборот, очень жалел людей, которые не могут в силу обстоятельств посвятить свою жизнь другим. И всегда призывал таковых пользоваться любой возможностью делать добро. «Нет человека, которому бы не представился случай отдать себя людям и проявить тем самым свою человеческую сущность. Спасти свою жизнь может всякий, кто использует любую возможность быть человеком, делая что-нибудь для тех, кто нуждается в помощи, — какой бы скромной ни была его деятельность». Швейцер считал, что человек не вправе судить никого, кроме себя, и единственное, чем он может проповедовать, — это его образ жизни.

## Сочинения
- «Философия религии Канта» (1899; диссертация),
- «Проблема Тайной вечери, анализ, основанный на научных исследованиях девятнадцатого века и на исторических отчётах» (1901),
- «Тайна мессианства и страстей. Очерк жизни Иисуса» (1901),
- «Вопрос об историчности Иисуса» (1906),
- «И. С. Бах — музыкант и поэт» и «Иоганн Себастьян Бах» (первое издание — J.S.Bach, musicien- poète, на французском языке в 1905; второе расширенное издание — Johann Sebastian Bach, на немецком языке в 1908),
- «От Реймаруса до Вреде» и «История исследования жизни Иисуса» (первое издание — Von Reimarus zu Wrede в 1906; второе издание — Geschichte der Leben-Jesu-Forschuung в 1913),
- «Психиатрическая оценка личности Иисуса» (Die psychiatrische Beurteilung Jesu, 1913, диссертация),
- «Этика сострадания». Проповеди 15 и 16. (1919)
- «Между водой и девственным лесом» (Zwischen Wasser und Urwald, 1921),
- «Из моего детства и юношества» (Aus meiner Kindheit und Jugendzeit, 1924),
- «Упадок и возрождение культуры. Философия культуры. Часть I.» (Verfall und Wiederaufbau der Kultur. Kulturphilosophie. Erster Teil, 1923),
- «Культура и этика. Философия культуры. Часть II.» (Kultur und Ethik. Kulturphilosophie. Zweiter Teil, 1923),
- «Христианство и мировые религии» (Das Christentum und die Weltreligionen, 1924),
- «Письма из Ламбарене» (1925—1927),
- «Строительное искусство немецких и французских органов» (Deutsche und französische Orgelbaukunst und Orgelkunst, 1927),
- «Отношение белых к цветным расам» (1928),
- «Мистика апостола Павла» (Die Mystik des Apostels Paulus; 1930),
- «Из моей жизни и моих мыслей» (Aus meinem Leben und Denken; автобиография; 1931),
- «Религия в современной культуре» (1934),
- «Мировоззрение индийских мыслителей. Мистика и этика» (Die Weltanschauung der indischen Denker. Mystik und Ethik; 1935),
- «О положении нашей культуры» (1947),
- «Гёте. Четыре речи» (1950),
- «Философия и движение в защиту животных» (1950),
- «Идея Царства Божия в эпоху преобразования эсхатологической веры в неэсхатологическую» (1953),
- «Проблема мира в современном мире». Нобелевская речь. (1954),
- «Проблема этики в ходе развития человеческой мысли». (1954—1955),
- «Африканские истории» (Afrikanische Geschichten, 1955),
- «Мир или атомная война» (Peace or atomic war, 1958),
- «Воспитатель человечества Толстой» (1960),
- «Гуманность» (1961, опубликована в 1966)
- Размышления о философии Лао-цзы. Фрагменты из разных сочинений.

### Швейцер о себе
- «Я родился в период духовного упадка человечества.»
- Из моего детства и юности (фрагмент)

## Память
- Больница, основанная доктором Швейцером в Ламбарене (Габон), существует до сих пор.
- В честь врача-гуманиста назван астероид Главного пояса (7698) Schweitzer[11], открытый 11 января 1989 года немецким астрономом Фраймутом Бёрнгеном в Обсерватории Карла Шварцшильда в Таутенбурге, Тюрингия.
- Швейцеру посвящён музыкальный альбом французского музыканта Юга де Курсона[фр.] Lambarena — Bach to Africa (1995).